# Часовые полей
«Часовые полей» — рисованный мультипликационный фильм 1949 года.

## Сюжет
Главные герои – настоящие пионеры, обладающие всеми необходимыми пионерскими качествами: они храбрые, трудолюбивые, ответственные и благородные. И статус пионера они доказывают своими поступками, естественно только положительными.
Невероятное приключение, событие, ставящее под угрозу весь урожай, настоящее нашествие, способное разрушить окружающий мир – стая грызунов. И только несколько ребят, отдыхающих в пионерском лагере, находящемся неподалеку, смогли спасти хлебное поле. Их отважный поступок сохранил урожай и не оставил голодными селян и животных.

## Создатели мультфильма
| Сценарий                  | Екатерина Кудрявцева                                                                      |
| Режиссёр                  | Пётр Носов                                                                                |
| Художник-постановщик      | Ольга Ходатаева                                                                           |
| Композитор                | Юрий Никольский                                                                           |
| Оператор                  | Николай Воинов                                                                            |
| Звукооператор             | Николай Прилуцкий                                                                         |
| Ассистент режиссёра       | Наил Драгунов                                                                             |
| Ассистент художника       | Ирина Курапова                                                                            |
| Художники-мультипликаторы | Евгений Трунов, Лев Попов, Игорь Подгорский, Владимир Данилевич, Юрий Прытков, Борис Чани |
| Художники-декораторы      | Ольга Геммерлинг, Дмитрий Анпилов                                                         |
| Технический ассистент     | К. Апестина                                                                               |

- Создатели приведены по титрам мультфильма.